# Egao Yes Nude
«Egao Yes Nude» (笑顔Yesヌード Sí, esa sonrisa desnuda?) es el sencillo número 32 de Morning Musume. Fue lanzado bajo el sello de Zetima el 14 de febrero de 2007.
Se rumoreó que sería el último sencillo para Hitomi Yoshizawa (líder hasta el 6 de mayo de 2007), pero el rumor fue desmentido. Por otra parte, fue el primer sencillo para Aika Mitsui de la octava generación de la banda.
El sencillo en CD se lanzó en tres versiones: una edición regular y dos limitadas. La versión limitada A incluía un DVD y la edición limitada B venía en un paquete especial con un libreto de fotos de 32 páginas.

## Canciones del sencillo
1. "Egao Yes Nude" (笑顔Yesヌード)
2.  "Sayonara no Kawari ni" (サヨナラのかわりに En vez del adiós?)
3. "Egao Yes Nude (Instrumental)"

## Miembros presentes en el sencillo
- 4ª Generación: Hitomi Yoshizawa
- 5ª Generación: Ai Takahashi, Risa Niigaki
- 6ª Generación: Miki Fujimoto, Eri Kamei, Sayumi Michishige, Reina Tanaka
- 7ª Generación: Koharu Kusumi
- 8ª Generación: Aika Mitsui